# Скопин-Шуйский, Фёдор Иванович
Князь Фёдор Ива́нович Скопи́н-Шу́йский (? − †1557) — русский военный деятель, воевода, наместник и боярин во времена правления Ивана IV Васильевича Грозного.
Из княжеского рода Скопины-Шуйские. Единственный сын князя Ивана Васильевича Шуйского. По прозвищу отца (Скопа) получил прибавку к фамилии — Скопин.

## Биография
В феврале 1527 года поручился по князю М. Л. Глинскому в 5 тысяч рублей.
В июле 1534 года первый воевода в Вязьме, откуда велено ему идти к Дорогобужу.
В июле 1537 года первый воевода сторожевого полка на Коломне «от поля» (от крымских татар).
В 1540 году вновь первый воевода в Коломне, а по роспуску больших воевод, первый воевода в Плёсе и по соединении плёских и шуйских воевод, назначен первым воеводой Большого полка.
В 1541 году первый воевода в Костроме, откуда было велено ему немедленно с полками идти во Владимир, для охранения от прихода крымцев.
В 1543 году в связи с падением и гибелью князя Шуйского Андрея Михайловича, во время правления князей Глинских при малолетнем царе Иване Грозном, по указанию Елены Глинской, находился в ссылке, прощён и в этом же году возвращён ко двору. В 1543—1544 годах вновь первый воевода Большого полка в Костроме.
В 1544 году, в январе пожалован в бояре (либо с сентября 1543 года), содействовал удалению царского любимца — Фёдора Семёновича Воронцова. 
В апреле 1546 — второй воевода в войске брата Ивана Грозного Юрия Васильевича в походе к Коломне. В этом же году упомянут вторым воеводой войск правой руки в Кашире.
26 июня 1547 участвовал в организации бунта против Глинских (см. Московское восстание 1547 года). В этом же году упомянут первым воеводою Большого полка в Муроме и в декабре поручился по князь И. И. Пронском в 10 тысяч рублей.
В ноябре 1548 года на свадьбе родного брата царя князя Юрия Васильевича с княжной Ульяны Дмитриевны Палецкой, послан Государём звать князя на его место. В этом же году во время Государева Казанского похода оставлен с князем Владимиром Андреевичем, в числе правителей Москвы, а в июле направлен первым воеводой Большого полка в Муром.
В декабре 1549 года воевода в Плёсе, а затем командующий войсками там же.
В мае 1551 года первый воевода Сторожевого полка в Коломне. В августе этого же году упомянут наместником Пскова, где в этой же должности упомянут и в следующем году.
В 1553 году оставлен в столице вторым, с князем Юрием Васильевичем, на время государева похода против крымцев.
В 1555 году во время Коломенского похода царя, наместник московский вместе с Шуйским Иваном Михайловичем (советник слабоумного брата Ивана Грозного Юрия Васильевича). В ноябре этого же года на свадьбе князя Ивана Дмитриевича Бельского и княжны Марфы Васильевны Шуйской, был вторым за большим государевым столом.
В 1556 году оставлен четвёртым в Москве для её охраны при князе Юрии Васильевиче на время государева похода в Коломну, Тулу и Серпухов против крымцев.
В апреле 1557 года на свадьбе двоюродного брата царя Ивана Грозного — князя Владимира Андреевича Старицкого и княжны Евдокии Романовны Одоевской, сидел первым в кривом государевом столе.
Имел местнические счёты с князем Владимиром Ивановичем Воротынгским и князем Иваном Ивановичем Турунтаем -Пронским.
Умер до апреля 1557 года в Кохме, волость которой была вотчиной Скопиных-Шуйских, приняв перед смертью схиму с именем Феодосия.
Погребён в Соборе Рождества Пресвятой Богородицы Суздальского кремля под именем схимонаха Феодосия. К этому же времени относится и ссылка его жены Марфы в суздальский Покровский монастырь. Могила её находится под лестницей западного крыльца Покровского собора.
Сохранилась память Покровского монастыря о расходе денег в связи с похоронами и поминанием князя Фёдора Ивановича Скопина Шуйского в 1557 г.: "Лета 7060 пятаго, после престявлениа княж Феодорова прешло с Кохмы оброшных денег полсемадесят рублев да с Кошева полпятанатцата рубли оброчных же денег. А те денги писаны кошевской оброк в духовной княжне Настасье. А кохомским оброком плачено, что заняли на погребенье и на сорокоустье, и как привезли князя Феодора с Кохмы к Покрову Пречистой в монастырь и служили над ним надгробную, ино роздали старицам и священником семь рублев по духовной грамоте. А на похоронах розошлося в соборе владыке и архимариту, и священником, и нищим восьмнатцать рублев. Да полшеста рубля дано на полуденги нищим на сорок день. Да куплено меду на кануны и на правеж священником на три рубля. Да на три рубли куплено рыбы на пять правежев на соборы. Да два пуда воску розошлося на погребанье и на всю шесть недель, а пуд куплен по сороку алтын. Да князь Василей к Москве с собою взял четыре рубли, да княжне Настасье рубль. Да в собор Пречистой дано сорокоустья ж три рубли, да х Спасу полтора рубли сорокоустья ж, да к Покрову полтора рубли сорокоустья, на воротах Благовещению полтину дали, к Николе под монастырем полтину ж дали, к Лександру святому дали рубль на сорокоустья, к Троице рубль же сорокоустья, к Ефросинье к великой рубль ж сорокоустья дали, к Василью святому сорокоустья рубль дали, к Дмитрею святому рубль сорокоустья дали, к Борису-Глебу рубль сорокоустья дали, к Лазарю святому рубль сорокоустья дали.

## Семья
От брака с Марфой имел детей:
- Князь Скопин-Шуйский Василий Фёдорович (не позднее 1557—1595/1597) — воевода, наместник и боярин[2][7].